# Lame Duck

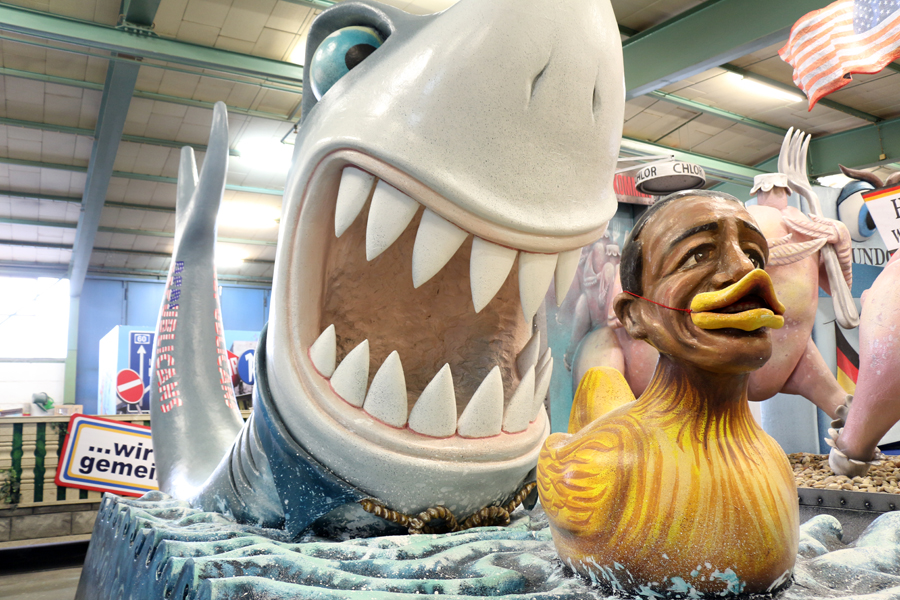
Motivwagen auf dem Mainzer Rosenmontagszug 2015: Barack Obama als Lame Duck

Als Lame Duck („lahme Ente“) wird im politischen System der Vereinigten Staaten ein Präsident oder anderer Politiker bezeichnet, der noch im Amt ist, aber nicht zu einer Wiederwahl antritt bzw. eine Wahl verloren hat. Er gilt insbesondere innenpolitisch als handlungsunfähig.
Da die Präsidentschaftswahl in den Vereinigten Staaten („General Elections“) auf den Dienstag nach dem ersten Montag im November festgesetzt ist, Präsidenten jedoch erst am 20. Januar eingesetzt werden, verbleibt der Präsident im Falle der ausbleibenden Wiederwahl noch gut zehn Wochen im Amt. Ein solcher Präsident sollte während dieser Periode keine wichtigen Gesetze auf den Weg bringen oder wichtige Stellen besetzen, z. B. Richterstellen am obersten Gerichtshof, dem Supreme Court.
Etwas allgemeiner bezeichnet der Begriff einen Politiker, der in absehbarer Zeit aus dem Amt scheidet, z. B. weil:
- er nicht wieder gewählt werden darf (Barack Obama 2016, George W. Bush 2008, Bill Clinton 2000)
- er auf eine erneute Kandidatur oder Wiederwahl verzichtet und damit Monate vorher seinen Rückzug aus der Politik bekannt gibt (Lyndon B. Johnson 1968, New Yorks Gouverneur David Paterson 2010, Joe Biden 2024)

## Begriffsübernahmen
Auch außerhalb der US-Politik wird der Begriff „lahme Ente“ mittlerweile benutzt:
- Günther Oettinger nannte die deutsche Bundeskanzlerin Angela Merkel im September 2018 eine „lahme Ente“.[2]
- Ende 2009 nominierte Angela Merkel den damaligen baden-württembergischen Ministerpräsidenten Günther Oettinger als neuen EU-Kommissar für Energie. Die Veröffentlichung von Depeschen US-amerikanischer Botschaften durch Wikileaks enthüllte, dass amerikanische Diplomaten der Botschaft in Berlin nach Washington meldeten, hier sei eine lahme Ente die Treppe hochgekickt worden (Lame Duck German Governor kicked upstairs as new Energy Commissioner in Brussels).[3]
- Im Sport werden Trainer, die den Verein verlassen wollen oder müssen, als „lame duck“ oder „lahme Ente“ bezeichnet.[4]
- Unternehmenschefs, deren Vertrag nicht verlängert wurde, werden häufig als „lahme Enten“ tituliert.[5]